# Катерина Босетті
Катерина К'яра Босетті (італ. Caterina Chiara Bosetti; 2 лютого 1994) — італійська волейболістка, догравальник. Олімпійська чемпіонка 2024 року. Учасниця Олімпіад у Лондоні і Токіо. Переможниця Ліги націй, Кубка світу і Кубка виклику ЄКВ. Чемпіока світу і Європи серед молоді.

## Із біографії
Народилася у волейбольній родині. Батько Джузеппе Босетті працював тренером у національній збірній Італії і очолював другу команду стамбульсбкого Вакіфбанку. Мама Франка Барделлі провела у складі збірної 93 матчі. Старша сестра Лючія — чемпіонка Європи, віцечемпіонка світу, переможниця Кубка світу, всесвітньої Універсіади, Середземноморських ігор і Ліги чемпіонів ЄКВ.
Чемпіонка світу і Європи серед молоді. На першості 2011 року її визнали найкращою волейболісткою. У складі національної збірної виступала на трьох Олімпіадах (2012, 2020, 2024). У Парижі здобула золоті нагороди олімпійського турніру. Учасниця чемпіонатів світу (2014, 2022), чемпіонатів Європи (2013, 2015, 2017), розіграшів Всесвітнього гран-прі (2012, 2013, 2014, 2015), Кубка світу (2011) і Ліги націй (2019, 2022, 2024).
У складі клубу з Новари стала володаркою Кубка виклику ЄКВ і бронзовою призеркою Ліги чемпіонів. З бразильським «Озаску» грала у фіналах клубної першості Південної Америки і клубного чемпіонату світу. Дворазова володарка Кубка Італії («Вілла-Кортезе») і бронзова призерка Кубка ЄКВ («Галатасарай»). Також захищала кольори клубів з Модени, Казальмаджоре і стамбульського «Вакіфбанку».

## Клуби
| Роки      | Клуби                             |
| --------- | --------------------------------- |
| 2009—2013 | «Асистел-Карнагі» (Вілла-Кортезе) |
| 2013—2014 | «Озаску»                          |
| 2014—2015 | «Галатасарай» (Стамбул)           |
| 2015—2016 | «Ігор Горгондзола» (Новара)       |
| 2016—2018 | «Лю-Джо Нордмекканіка» (Модена)   |
| 2018—2020 | «Помі» (Казальмаджоре)            |
| 2020—2024 | «Ігор Горгондзола» (Новара)       |
| 2024—     | «Вакіфбанк» (Стамбул)             |

## Досягнення
У збірній
Олімпійські ігри
- Перше місце (1): 2024

Чемпіонат світу
- Третє місце (1): 2022

Ліга націй

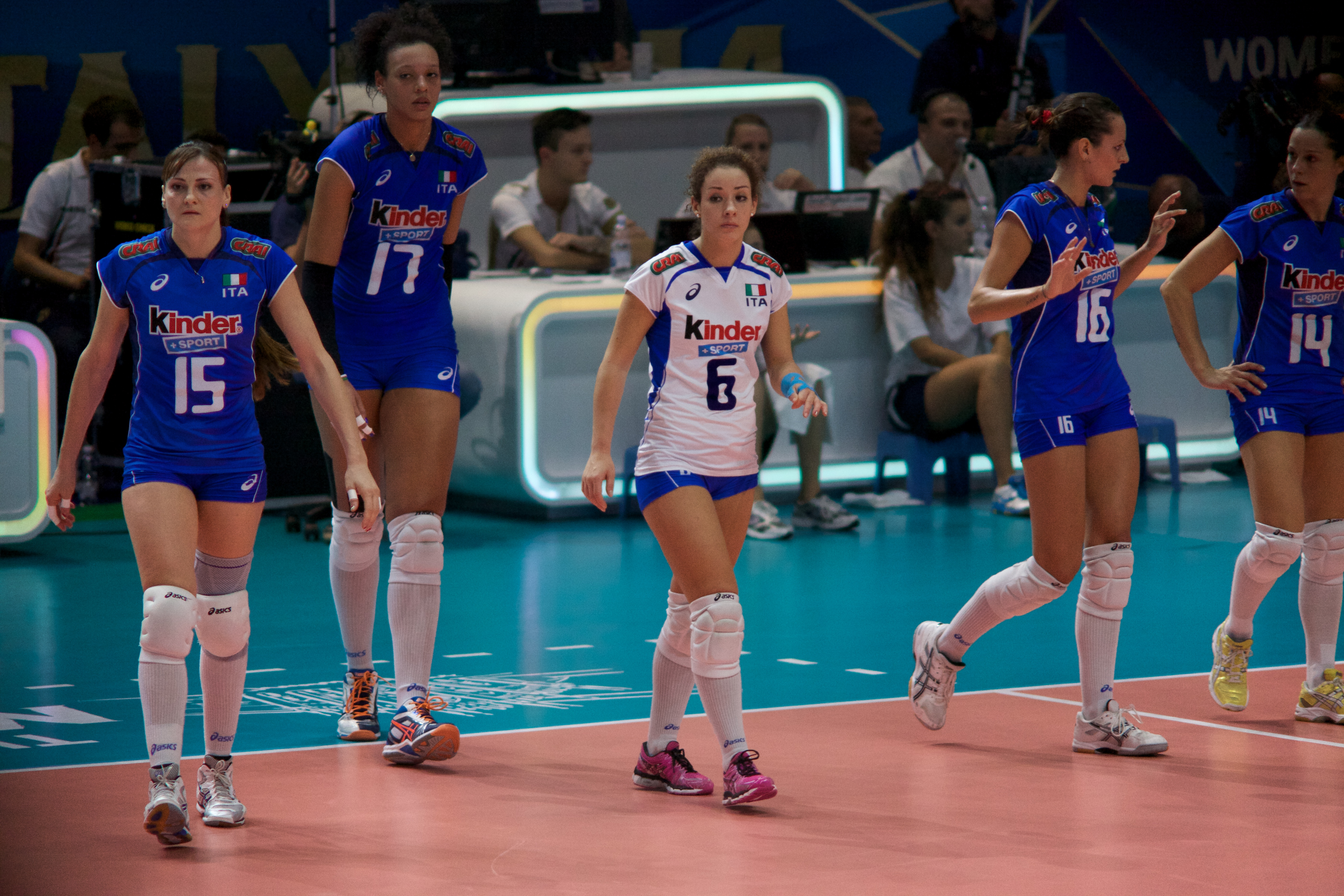
Волейболістки збірної Італії на чемпіонаті світу 2014 року: Антонелла Дель Коре, Валентина Діуф, Моніка Де Дженнаро, Катерина Босетті, Елеонора Ло Б'янко.

- Перше місце (2): 2022, 2024

Кубок світу
- Перше місце (1): 2011

Всесвітнє гран-прі
- Друге місце (1): 2017

Молодіжний чемпіонат світу (U21)
- Перше місце (1): 2011

Молодіжний чемпіонат Європи (U20)
- Перше місце (1): 2010

Юніорський чемпіонат Європи (U18)
- Друге місце (1): 2011

У клубах
Клубний чемпіонат світу
- Друге місце (1): 2014

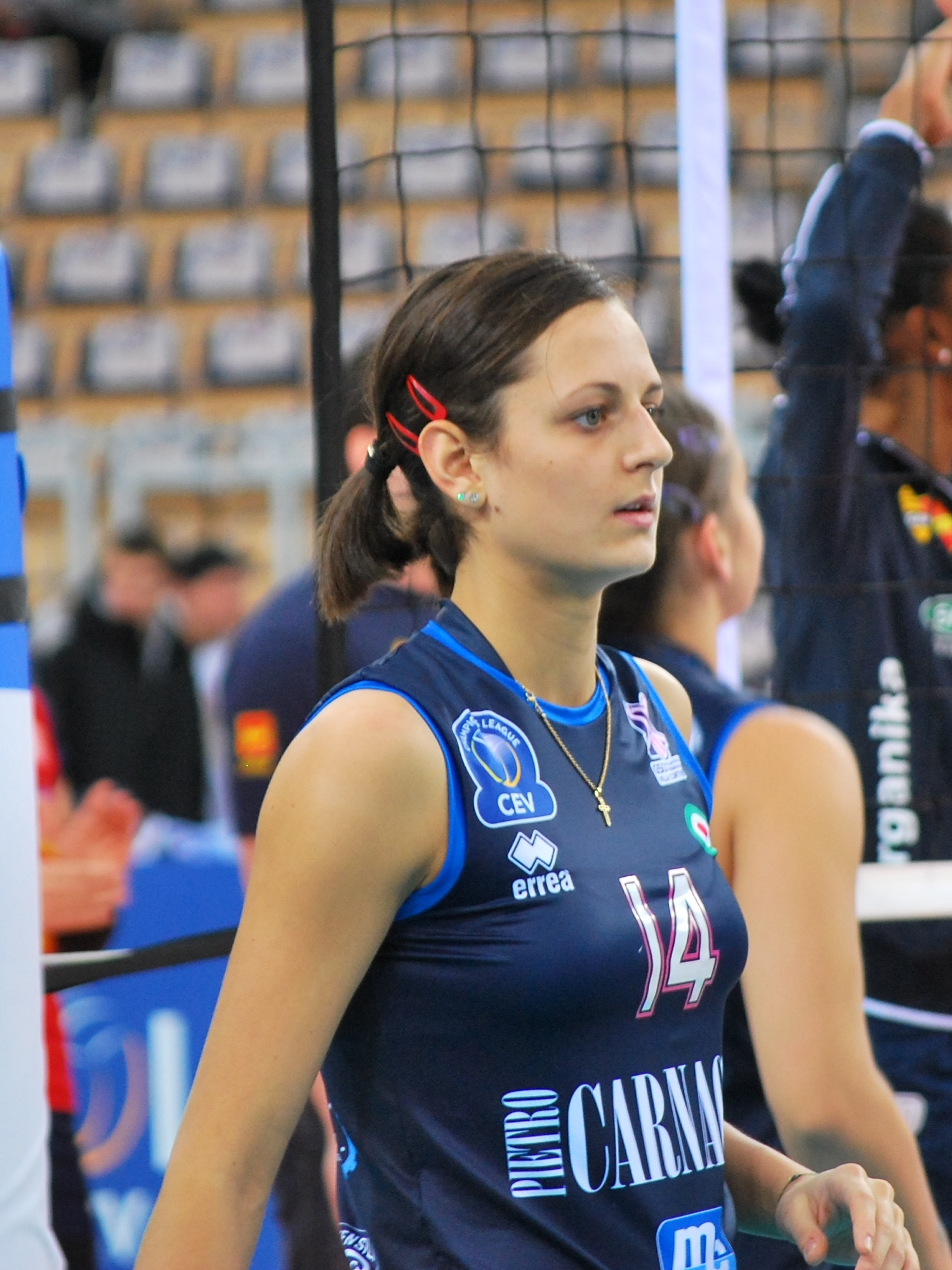
2010 рік.

Клубний чемпіонат Південної Америки 
- Друге місце (1): 2014

Ліга чемпіонів ЄКВ
- Півфінал (2): 2021, 2023

Кубок виклику ЄКВ
- Перше місце (1): 2024

Чемпіонат Італії
- Друге місце (5): 2010, 2011, 2012, 2017, 2021
- Третє місце (1): 2022

Кубок Італії
- Перше місце (2): 2010, 2011
- Друге місце (1): 2013, 2017, 2021, 2022

Кубок Бразилії 
- Перше місце (1): 2014

Ліга Пауліста 
- Перше місце (1): 2013

## Статистика
Статистика на літніх Олімпійських іграх:
| Рік    | Турнір           | Ігри | Сети | Очки | Ср.  | Місце | Примітки |
| ------ | ---------------- | ---- | ---- | ---- | ---- | ----- | -------- |
| 2012   | Олімпійські ігри | 3    | 5    | 10   | 2    | 6     |          |
| 2021   | Олімпійські ігри | 6    | 21   | 60   | 2,86 | 6     |          |
| 2024   | Олімпійські ігри | 6    | 16   | 33   | 2,06 | 1     |          |
| Всього | Всього           | 15   | 42   | 103  | 2,45 |       |          |